# Choumerlia
Choumerlia (en russe : Шумерля ; en tchouvache : Ҫӗмӗрле) est une ville de la république de Tchouvachie, en Russie, et le chef-lieu du raïon de Choumerlia. Sa population s'élevait à 30 536 habitants en 2014.

## Géographie
Choumerlia est située sur la rive droite de la Soura, sur la route reliant Nijni Novgorod à Oulianovsk. Elle se trouve à 88 km au sud-ouest de Tcheboksary, la capitale de la république, et à 554 km à l'est de Moscou.

## Histoire
La ville est fondée à partir de 1916. En 1918 est ouverte la gare ferroviaire sur la ligne Moscou - Kazan. Le nom tchouvache Çĕmĕrle est celui d'un village voisin, qui signifie « brouter ». Choumerlia reçoit le statut commune urbaine en 1930 puis celui de ville en 1937.

## Population
Recensements (*) ou estimations de la population
| 1926*  | 1939*  | 1959*  | 1970*  | 1979*  | 1989*  |
| ------ | ------ | ------ | ------ | ------ | ------ |
| 15 200 | 15 220 | 30 213 | 33 816 | 37 347 | 41 986 |

| 2002*  | 2006   | 2010*  | 2012   | 2013   | 2014   |
| ------ | ------ | ------ | ------ | ------ | ------ |
| 36 239 | 34 763 | 31 722 | 31 101 | 30 798 | 30 536 |

## Économie
Les industries principales sont la chimie, les produits alimentaires et le bois. Choumerlia doit son importance à sa situation sur la voie de chemin de fer qui conduit à Moscou.